# Fourmetot

Fourmetot este o comună în departamentul Eure, Franța. În 1 ianuarie 2018 avea o populație de 700 de locuitori.